# Le khoang cổ
Le khoang cổ (danh pháp hai phần Nettapus coromandelianus) là một loài vịt đậu cây nhỏ sinh sống trong khu vực Ấn Độ, Pakistan, Đông Nam Á và kéo dài về phía nam tới miền bắc Úc. Trong một số ngôn ngữ bản địa nó được gọi là girri, girria, girja (Hindi); gurgura (Etawah); bali hans (Bengal); bhullia hans (Bangladesh); dandana (Orissa); ade, atla (Ratnagiri); naher, keeke, chuwa (Nowgong, Assam); baher, kararhi (Sind, Pakistan).

## Miêu tả
Le khoang cổ là loài thủy điểu nhỏ nhất trên thế giới, chỉ nặng khoảng 160 g (5,5 oz) và dài 26 cm (10,5 inch). Bộ lông của chúng chủ yếu là màu trắng. Mỏ ngắn, trông tương tự như ngỗng.
Các con đực (con trống) khi vào mùa sinh sản có bộ lông trên chỏm đầu màu xanh lục ánh đen bóng, với đầu, cổ và bụng màu trắng; vòng cổ màu đen nổi rõ và sọc trắng trên cánh. Đầu tròn và chân ngắn. 
Khi bay, hai cánh có màu xanh lục với các dải trắng, làm cho các con trống rất dễ thấy ngay cả khi chúng bay thành các đàn lớn cùng nhiều con le nâu (Dendrocygna javanica), loài chia sẻ cùng môi trường sống. Con cái (mái) nhạt màu hơn, không có vòng cổ màu đen và chỉ có sọc màu trắng hẹp (hay không có) trên cánh.
Khi không mang bộ lông ở mùa sinh sản thì le không cổ đực trông tương tự như le khoang cổ cái ngoại trừ sọc trắng trên cánh. Chúng tụ tập thành bầy trên mặt nước.
Tiếng kêu cục cục kỳ dị, phát ra khi bay.

## Phân bố
Loài này chủ yếu là định cư, ngoại trừ sự tản mát trong mùa mưa ẩm, nhưng quần thể sống tại Trung Quốc lại di trú về phương nam khi mùa đông đến. Chúng làm tổ trong các lỗ trên cây, đẻ 8-15 trứng.
Loài này rất phổ biến tại châu Á, mặc dù phân loài to lớn hơn tại Australia dường như đang suy giảm về số lượng.
Chúng được tìm thấy trên các hồ tự nhiên với nước ngọt và yên tĩnh, các hào rãnh do nước mưa hình thành ra, các mảnh ruộng ngập nước, các hồ chứa nước nhân tạo v.v. Chúng khá dạn với con người tại những nơi chúng không bị săn bắn. Chúng nhanh nhẹn khi bay và đôi khi có thể lặn khá lâu.

## Thức ăn
Chủ yếu là hạt và các loại rau cỏ, đặc biệt là các loài súng; ngoài ra chúng cũng ăn cả sâu bọ, động vật giáp xác v.v.

## Làm tổ
Mùa làm tổ là từ tháng 7 tới tháng 9 khi có gió mùa tây nam. Tổ là các lỗ tự nhiên trên thân cây đứng trong hoặc gần mặt nước, đôi khi được lót bằng cỏ, rác hay lông vũ. Trứng có màu vàng ngà.

## Thư viện ảnh

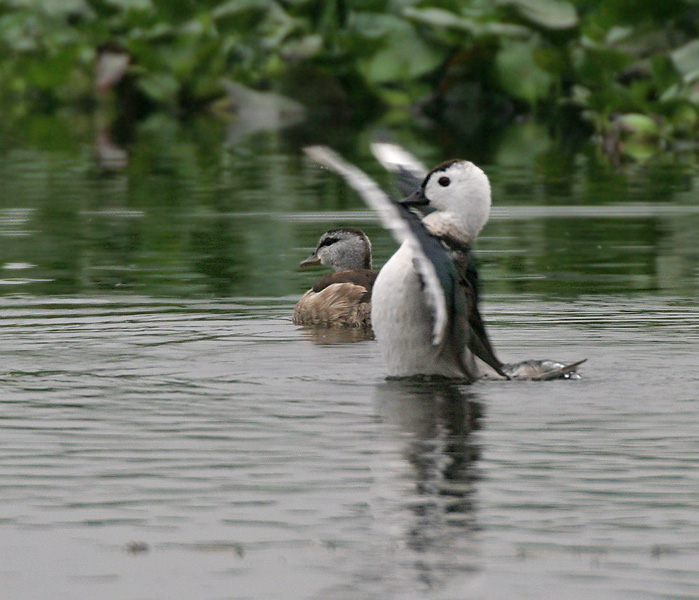
Con đực đang tắm trong khi con cái bơi gần đó, tại Kolkata, Tây Bengal, Ấn Độ.
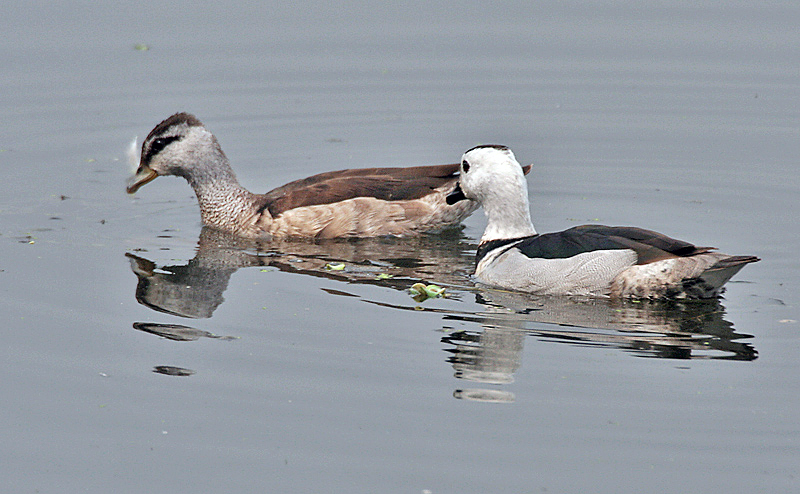
Con đực và con cái tại Kolkata, Tây Bengal, Ấn Độ.
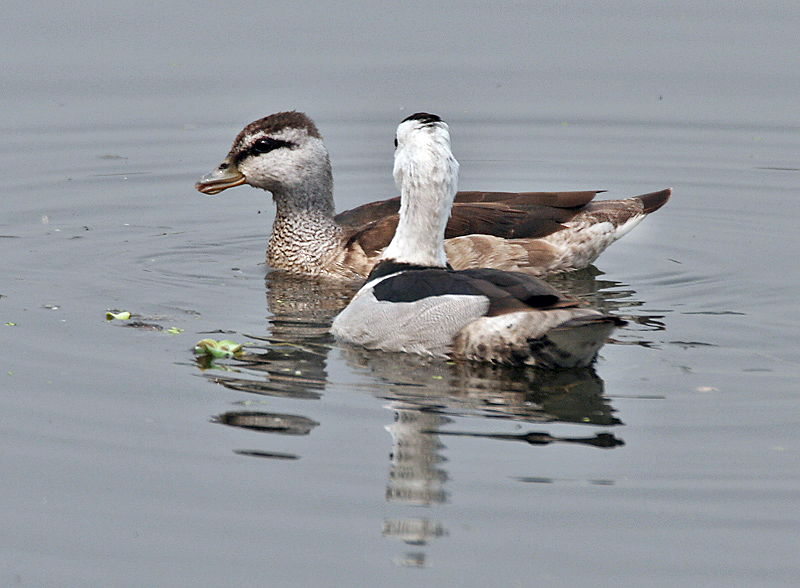
Con đực và con cái tại Kolkata, Tây Bengal, Ấn Độ.
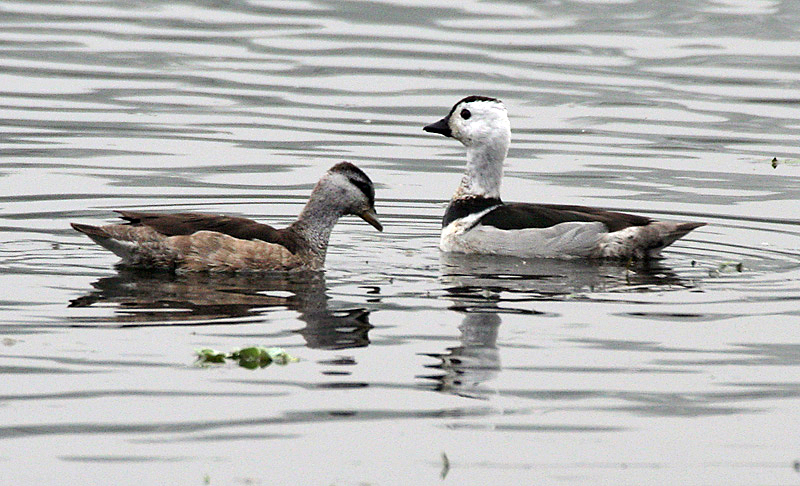
Con đực và con cái tại Kolkata, Tây Bengal, Ấn Độ.
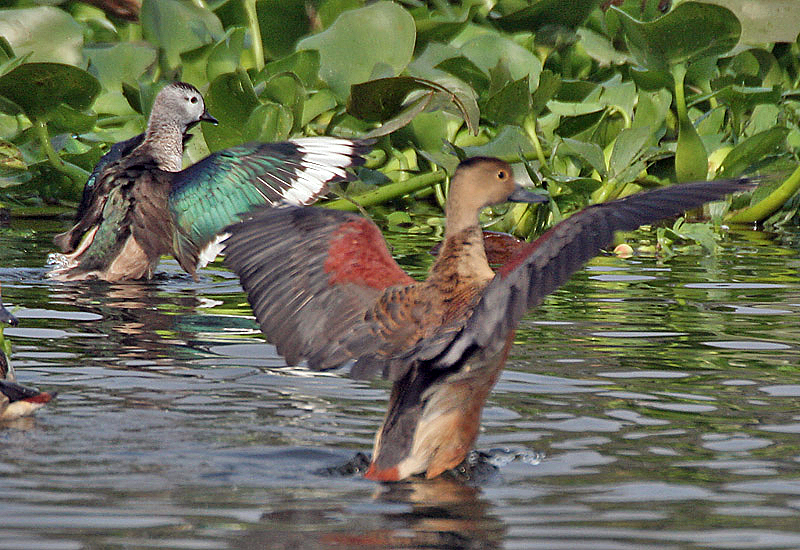
Con mái với le nâu tại Kolkata, Tây Bengal, Ấn Độ.
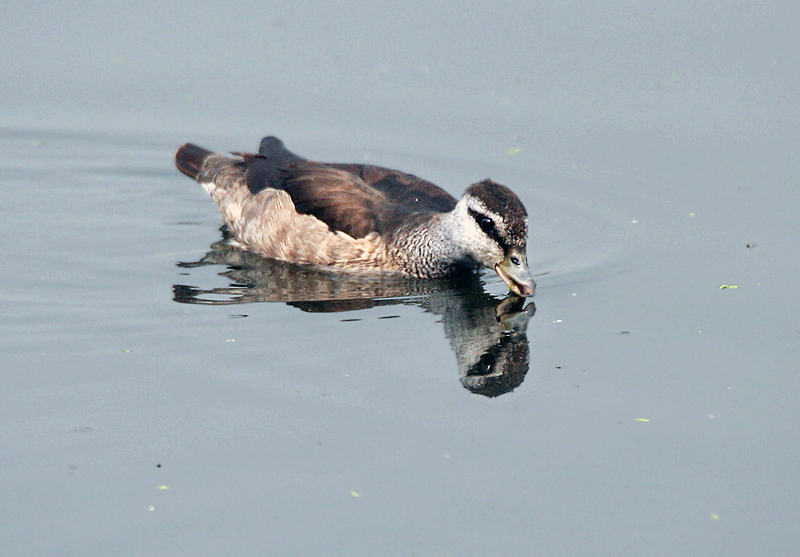
Con cái tại Kolkata, Tây Bengal, Ấn Độ.
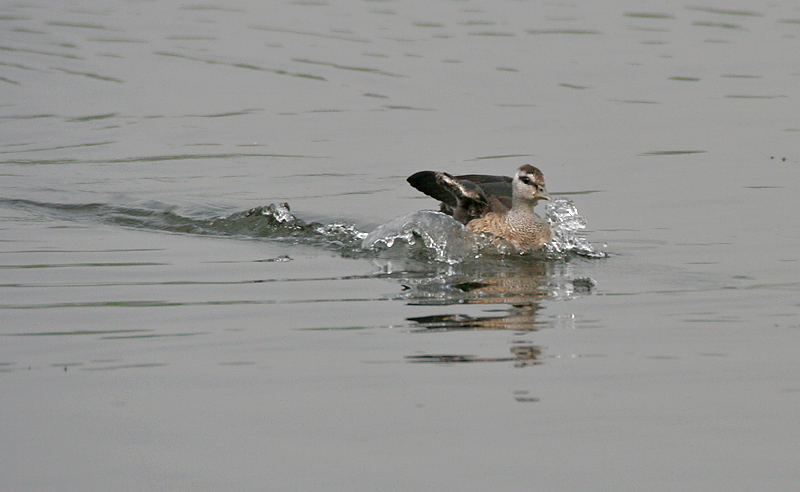
Con cái tại Kolkata, Tây Bengal, Ấn Độ.
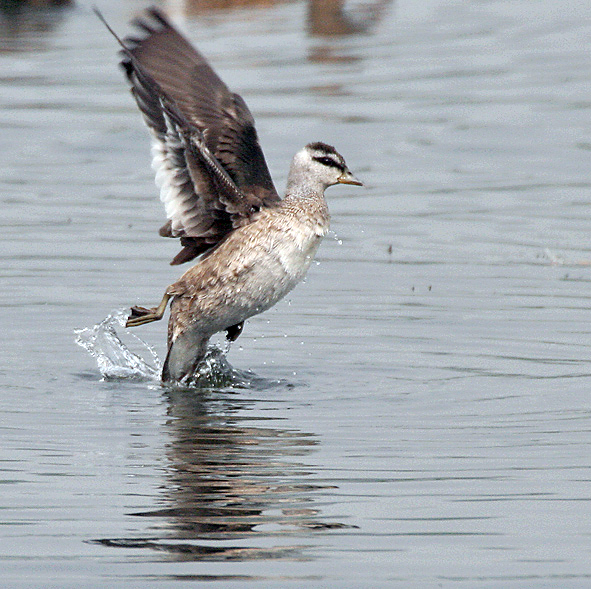
Con cái tại Kolkata, Tây Bengal, Ấn Độ.
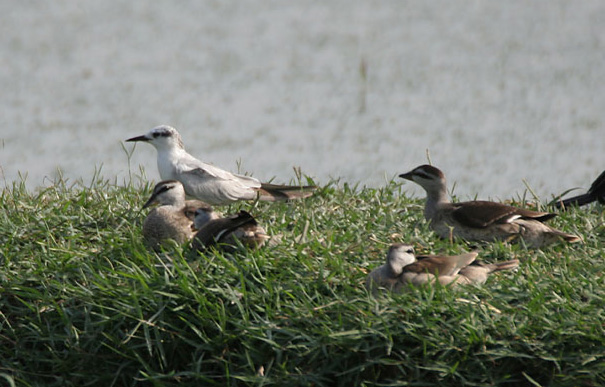
Các con cái đang nghỉ ngơi cùng nhàn đen gần Hodal thuộc Faridabad, bang Haryana, Ấn Độ.
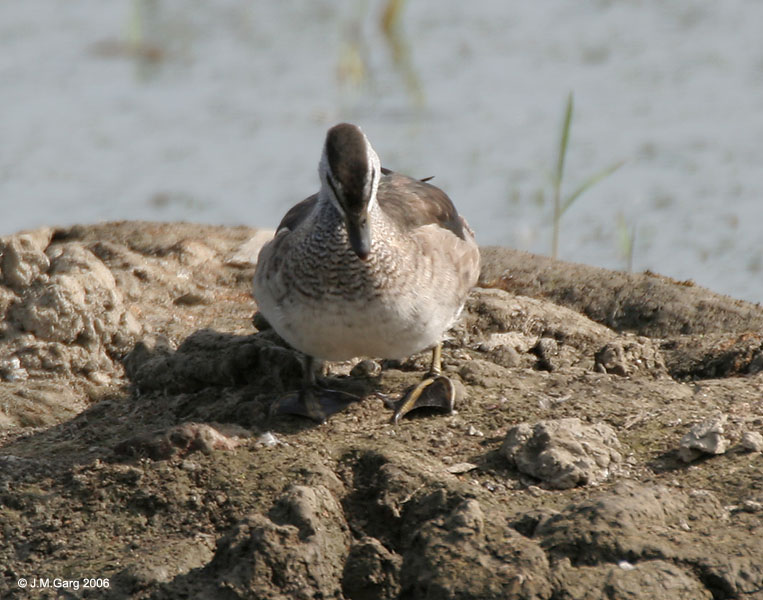
Con cái tại Hodal thuộc Faridabad, bang Haryana, Ấn Độ.
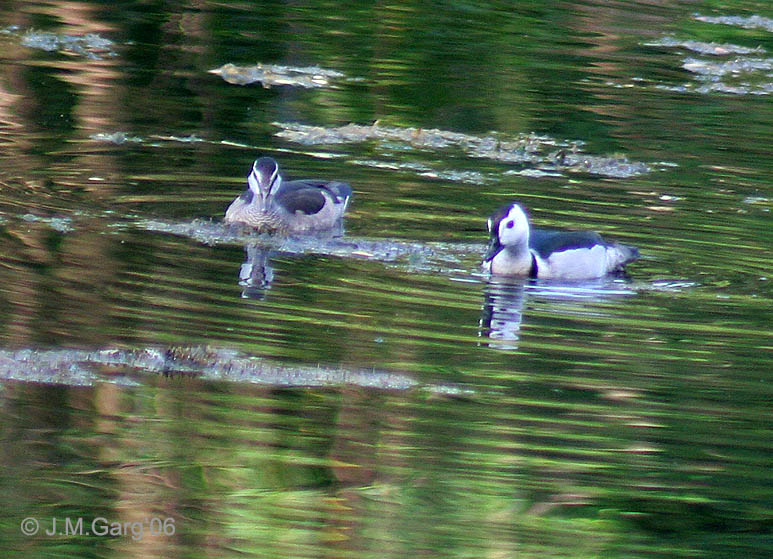
Con trống &con mái tại Kolkata, Tây Bengal, Ấn Độ.
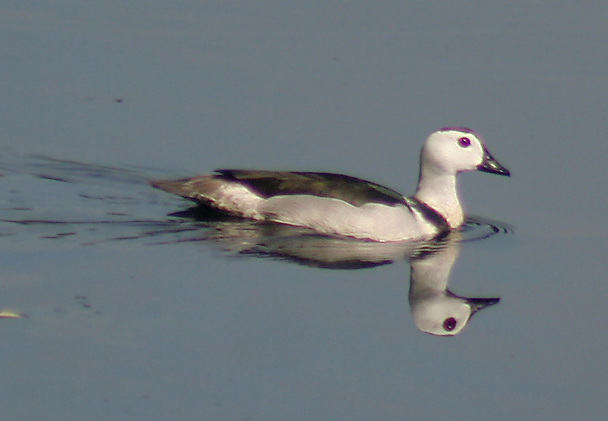
Le khoang cổ đực chụp tại Kolkata, Tây Bengal, Ấn Độ.
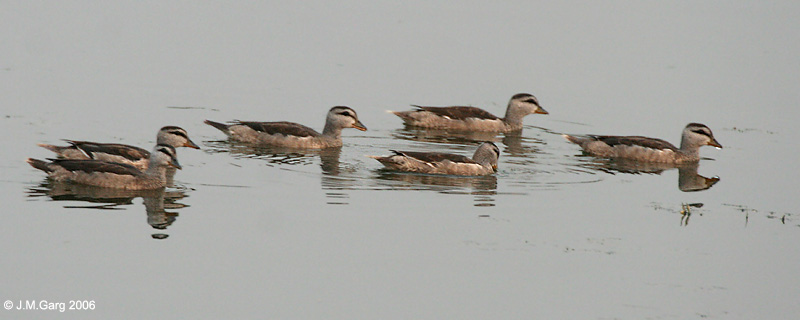
Các con le khoang cổ mái gần Hodal thuộc Faridabad, bang Haryana, Ấn Độ.
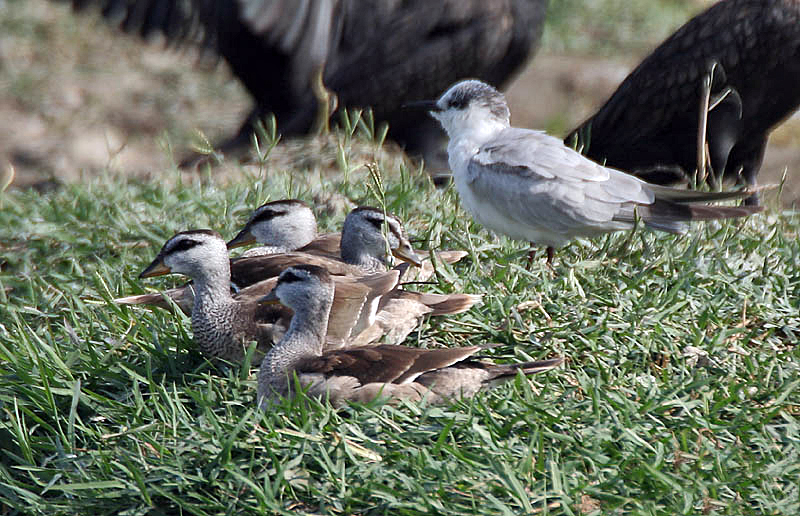
Các con mái đang nghỉ ngơi cùng nhàn đen (Chlidonias hybridus) gần Hodal thuộc Faridabad, bang Haryana, Ấn Độ.